# Mega Man (série télévisée d'animation, 1994)
Pour les articles homonymes, voir Mega Man (homonymie).
Mega Man est une série télévisée d'animation américano-japonaise produite par Capcom Productions, Ruby-Spears Productions, Ashi Productions et Ocean Productions. Basée sur la série de jeux vidéo éponyme, la série a été diffusée du 11 septembre 1994 au 19 janvier 1996 en syndication aux États-Unis.
Deux saisons ont été produites et une troisième saison était prévue, mais la production a été annulée en raison de contraintes budgétaires. Cette série est classée TV-Y7 FV par le TV Parental Guidelines.

## Synopsis
Le Dr Light et le Dr Wily sont des scientifiques brillants dans le domaine de la robotique, et travaillent ensemble dans un laboratoire, essayant de faire avancer la science. Un jour, ils créent un prototype extrêmement avancé, mais peu après avoir été activé, il commence à détruire le laboratoire. Le Dr Light pense immédiatement que le système de guidage du prototype créé par le Dr Wily avait personnellement programmé, est la source du problème. Le Dr Light conclut qu'ils recommenceraient. Ne supportant pas la situation, le Dr Wily tente de voler les plans plus tard dans la soirée, mais le Dr Light le surprend. Le Dr Wily réussit tout de même à voler les plans après avoir assommé le Dr Light, et s'enfuit vers une zone abandonnée, où il modifie l'ancien prototype de robot, qui devient Proto Man.
Plus tard, Le Dr Light construit Rock et Roll, des robots avancés technologiquement dotés de personnalités, ainsi que Guts Man, Ice Man, et Cut Man. Le Dr Wily et Proto Man dérobent les robots, reprogrammant les trois derniers qui deviennent ses sbires. Le Dr Wily tente par la suite de reprogrammer Rock et Roll dans son laboratoire, mais Rock décide de tromper le Dr Wily. Il dit au Dr Wily que le Dr Light a également construit des « super robots guerriers, » et que s(il libère Rock et Roll, il lui dira comment vaincre ces robots. Rock utilise ce mensonge (Dr Wily croyant que les robots ne peuvent pas mentir) pour provoquer une distraction et s'échappe avec Roll. Le Dr Light décide de reprogrammer et de transformer Rock en Mega Man, qui désormais protège le monde. Cette situation est décrite dans l'épisode 1, intitulé The Beginning.
Tout au long des épisodes, Mega Man contrecarre les différents plans du Dr Wily.

## Production
Mega Man est diffusé pour la première fois le samedi matin aux États-Unis, le 17 septembre 1994. Il est rediffusé sur Fox Family Channel entre 1999 et 2001. Ruby-Spears Productions, l'un des producteurs de la série, a redessiné les personnages des jeux vidéo Mega Man à des degrés divers. La série avait un budget de 300 000 dollars par épisode.
La série est commercialisée sur cassette VHS par Sony Wonder à partir de janvier 1995.
La série est également publiée en deux DVD par ADV Films en 2003, épuisés depuis. En 2009, ADV Films relance la production de la première partie de la série, mais arrête en 2009. Discotek Media publie l'ensemble de la série le 30 septembre 2014,.

## Épisodes
| Saison 1 (1994) | Saison 1 (1994) | Saison 1 (1994)                  | Saison 1 (1994)                  | Saison 1 (1994)   |
| # | #               | Titre                            | Écrit par                        | 1re diffusion     |
| --- | --------------- | -------------------------------- | -------------------------------- | ----------------- |
| 1 | 1               | The Beginning                    | Mark Jones                       | 11 septembre 1994 |
| Premier épisode de Mega Man. Le Dr Wily attaque l'aéroport Kennedy de New York et Mega Man est écrasé par un objet qui tombe, lui provoquant un besoin de réparations. Pendant que Mega Man est en train d'être réparé, le Dr Light révèle son passé en travaillant avec le Dr Wily et comment cela a conduit aux événements qui se sont produits ce jour-là.   |                 |                                  |                                  |                   |
| 2 | 2               | Electric Nightmare               | Jeffrey Scott                    | 18 septembre 1994 |
| Le Dr Wily reprend le réseau électrique avec un appareil qui lui permet de contrôler les machines grâce à l'électricité. Il tente de prendre le contrôle de la ville avec des machines à soda et des trains monorail et seul Mega Man peut arrêter ses plans.                                                                                                   |                 |                                  |                                  |                   |
| 3 | 3               | Mega-Pinocchio                   | Jeffrey Scott et Michael Maurer  | 25 septembre 1994 |
| Le Dr Wily trompe Mega Man en essayant de devenir humain, qu'il utilise alors à son avantage pour le reprogrammer. |                 |                                  |                                  |                   |
| 4 | 4               | The Big Shake                    | Richard Merwin                   | 2 octobre 1994    |
| Le Dr Wily trouve un moyen de créer des tremblements de terre et exige que la ville se rende ou soit détruite. Mega Man doit partir à la recherche de sa nouvelle machine, tandis que Le Dr Light tente de trouver un moyen de contrer les tremblements de terre du Dr Wily.                                                                                    |                 |                                  |                                  |                   |
| 5 | 5               | Robosaur Park                    | Jeffrey Scott                    | 9 octobre 1994    |
| Un sérum de regression qui n'a d'effet que sur les robots est diffusé. Maintenant, le Dr Light doit trouver un antidote pour pouvoir changer Mega Man et les autres robots, avant qu'ils ne détruisent la ville. |                 |                                  |                                  |                   |
| 6 | 6               | Mega Man in the Moon             | Jeffrey Scott                    | 16 octobre 1994   |
| Mega Man affronte le Dr Wily , qui veut prendre le contrôle d'un laser géant sur la lune. |                 |                                  |                                  |                   |
| 7 | 7               | 20,000 Leaks under the Sea       | Martin Pasko                     | 23 octobre 1994   |
| Le Dr Wily attaque une base minière sous-marine, puis essaie de se débarrasser du Dr. Light et de Mega Man avec un faux laboratoire qui s'avère être une prison mobile. |                 |                                  |                                  |                   |
| 8 | 8               | The Incredible Shrinking Megaman | Gary Greenfield                  | 30 octobre 1994   |
| Le Dr Wily vole trois joyaux d'un musée et les utilise pour miniaturiser les grandes villes et Mega Man. |                 |                                  |                                  |                   |
| 9 | 9               | Bot Transfer                     | Richard Merwin                   | 6 novembre 1994   |
| Le Dr Light, Mega Man, Roll et Rush se rendent à une conférence et rencontrent les robots du Dr Wily dans l'avion en cours de route. Il s'avère que ce dernier a construit des chambres de transport capables de transférer des circuits d'un robot à un autre. Mega Man est interverti dans le corps de Snake Man et doit sauver le monde sous cette forme.    |                 |                                  |                                  |                   |
| 10 | 10              | Ice Age                          | Jeffrey Scott                    | 13 novembre 1994  |
| Le Dr Wily vole une technologie de super congélation de la Zero Refrigeration Company pour créer un glacier géant et geler les villes, chasser leurs dirigeants et les remplacer par ses robots (et c'est dans ses mots). Ice Man, cependant, est remplacé par Air Man et croise le scientifique maléfique.                                                     |                 |                                  |                                  |                   |
| 11 | 11              | Cold Steel                       | Michael Maurer et Matt Uitz      | 20 novembre 1994  |
| Les robots du Dr Wily se font passer pour un groupe de rock pour déchaîner un esprit contrôlant la musique. Seul Mega Man, Roll et une jeune fille sourde ne sont pas affectés. |                 |                                  |                                  |                   |
| 12 | 12              | Future Shock                     | Michael Maurer                   | 27 novembre 1994  |
| Mega Man est accidentellement projeté vers l'avenir par la nouvelle machine à remonter le temps du Dr Light, où il découvre que, parce qu'il n'était pas dans le passé pour arrêter le Dr Wily, le scientifique maléfique a pris le contrôle de la planète. Mega Man doit retrouver son chemin vers son propre temps pour pouvoir inverser cet horrible avenir. |                 |                                  |                                  |                   |
| 13 | 13              | The Strange Island of Dr. Wily   | Richard Merwin                   | 4 décembre 1994   |
| En raison d'un dysfonctionnement de la nouvelle invention du Dr Wily, le scientifique et ses robots se sont échoués sur une île avec nul autre que Dr Light, Mega Man et Roll. Sans autre solution, les bons et les méchants s'associent pour tenter de sortir de l'île en vie. Bien sûr, le Dr Wily utilise la trêve pour récupérer son invention.             |                 |                                  |                                  |                   |
| Saison 2 (1995) |                 |                                  |                                  |                   |
| # | #               | Titre                            | Écrit par                        | 1re diffusion     |
| 14 | 1               | Showdown at Red Gulch            | Micheal O'Mahony                 | 10 septembre 1995 |
| Le Dr Wily trouve un météore avec des cristaux qui peuvent alimenté ses robots. Cependant, les cristaux ont également un effet secondaire désagréable de surcharger les circuits des robots qui les utilisent après une période aléatoire. |                 |                                  |                                  |                   |
| 15 | 2               | Terror of the Seven Seas         | Matt Uitz                        | 17 septembre 1995 |
| Le Dr Wily travaille à la création d'un fort maritime, volant des cuirassés de marine pour des pièces. Son plan fonctionne pendant un moment, mais quand Mega Man vient enquêter, il apprend rapidement l'intrigue du Dr Wily et y met un terme. |                 |                                  |                                  |                   |
| 16 | 3               | Mega Dreams                      | Richard Merwin et Cheryl Biggs   | 24 septembre 1995 |
| Après avoir vu son nouvel appareil peut transférer ses robots dans les rêves, puis hypnotiser les humains dans leur sommeil, le Dr Wily conçoit de l'utiliser pour prendre le contrôle de la planète. |                 |                                  |                                  |                   |
| 17 | 4               | Robo-Spider                      | Michael Maurer                   | 1er octobre 1995  |
| Le Dr Light crée un supercalculateur capable de défendre des bases militaires. Le Dr Wily veut détruire le superordinateur et prendre en charge les bases militaires. Il utilise une araignée robot pour drainer la ville de toute son énergie, pour détruire le supercalculateur.                                                                              |                 |                                  |                                  |                   |
| 18 | 5               | Master of Disaster               | Matt Uitz                        | 8 octobre 1995    |
| Le Dr Wily libère un génie, essayant d'utiliser sa magie pour dominer du monde. Mega Man s'en prend au Dr Wily et tente de voler le coffre magique, finissant par devoir combattre le génie pour arrêter le Dr Wily . |                 |                                  |                                  |                   |
| 19 | 6               | Night of the Living Monster Bots | Doug Molitor                     | 15 octobre 1995   |
| Le Dr Wily déchaîne les robots monstres de films d'horreur, qui attaquent tout ce qu'ils voient. Il filme les opérations et présente ceci comme une menace à venir si les gens ne paient pas pour regarder. Mega Man doit combattre ces robots monstres et même sa famille et ses amis sous leur malédiction.                                                   |                 |                                  |                                  |                   |
| 20 | 7               | Curse of the Lion Men            | Gary Greenfield                  | 22 octobre 1995   |
| Les robots du Dr Wily découvrent des créatures de lion humanoïdes qui utilisent leurs pouvoirs étranges pour transformer les gens en lions et faire obéir les robots. Le Dr Light et le Dr Wily sont transformés et c'est à Mega Man de trouver le moyen de les ramener à leur état d'origine.                                                                  |                 |                                  |                                  |                   |
| 21 | 8               | The Day the Moon Fell            | Richard Merwin                   | 29 octobre 1995   |
| Le Dr Wily sort la lune de son orbite qui s'est rapprochée de la Terre, créant des désastres généralisés. Le Dr Light doit trouver un moyen de remettre la lune dans son orbite correcte, alors que Mega Man doit détruire l'appareil du Dr Wily. |                 |                                  |                                  |                   |
| 22 | 9               | Campus Commandos                 | Michael Maurer                   | 5 novembre 1995   |
| Le Dr Light crée une école de robots pour les faire progresser dans divers sujets, dont un est de construire sa nouvelle invention : un dispositif anti-gravité. Le Dr Wily, quant à lui, veut l'appareil pour lui et attaque l'école pour l'obtenir, en reprogrammant de nombreux étudiants pour l'aider à accomplir cette tâche.                              |                 |                                  |                                  |                   |
| 23 | 10              | Brain Bots                       | Mark Jones                       | 12 novembre 1995  |
| Mega Man doit empêcher le Dr Wily de voler le nouveau robot do Dr Light, Brain Bot. Il est trop tard et le Dr Wily met la main sur le robot, mais grâce à Mega Man, il n'a pas le temps de faire des ajustements et le robot finit par aider Mega Man. |                 |                                  |                                  |                   |
| 24 | 11              | Bro Bots                         | Evelyn Gabai                     | 19 novembre 1995  |
| Proto Man est censé changer de camp et le Dr Wily complote pour remplacer les officiels de la ville par des robots. Mega Man se méfie de Proto Man et le surveille à tout moment. Il surprend ensuite Proto Man en train de parler de son complot avec le Dr Wily et met fin à ces agissements.                                                                 |                 |                                  |                                  |                   |
| 25 | 12              | Bad Day at Peril Park            | Michael Maurer                   | 26 novembre 1995  |
| Le parc d'attractions du Dr Wily, Fun World, est vraiment une façade pour hypnotiser les visiteurs et les transformer en robots. |                 |                                  |                                  |                   |
| 26 | 13              | Mega X                           | Michael Maurer et Richard Merwin | 3 décembre 1995   |
| Les méchants Mavericks, Vile et Spark Mandrill sont arrivés du futur et les deux d'entre eux s'avèrent vite trop puissants même pour Mega Man. Il est sauvé par X qui est à la poursuite des deux Mavericks. Mega Man ne sait pas quoi faire de tout mais aide X de toute façon. Ils combattent ensemble pour arrêter à la fois le Dr Wily et les Mavericks.    |                 |                                  |                                  |                   |
| 27 | 14              | Crime of the Century             | Craig Ruby                       | 10 décembre 1995  |
| Le Dr Wily reprogramme une série de poupées et d'autres jouets pour effectuer des vols dans toute la ville. Cependant, tout cela n'est qu'une diversion et le Dr Wily peut mettre la main sur quelque chose de bien plus précieux : une perle noire géante. Mega Man doit comprendre son plan et arrêter le dernier complot du Dr Wily, une fois pour toutes.   |                 |                                  |                                  |                   |